# مسجد التتار
مسجد التتار وهو نوع من البناية النموذجية للمساجد في تتارستان وغيرها من المناطق التي يسكنها التتار الفولغا في روسيا، تم اكتشاف العمارة الدينية التتارية الحديثة في أواخر القرن الثامن عشر واكتسبت شعبية في القرن التاسع عشر.

## تاريخها
تقع الأمثلة الأولى لعمارة التتار الإسلامية في بولغار، وتعكس أوجه التشابه القوية مع العمارة الإسلامية في آسيا الوسطى والتي استُمدت منها التصاميم، ومع ذلك يُعتقد أن تصميم المساجد الريفية ومساجد العواصم الشبيهة بآسيا الوسطى ذلك يطور من قدرتها على تحمل المناخ المحلي القاسي، تم بناء العديد من المساجد الحجرية والخشبية وفقًا لهذا الأسلوب، أقدم مساجد التتار الحديثة النشيطة هو مسجد ماركاني في العاصمة التتارية قازان، يعود تاريخ المسجد إلى عهد كاترين الثانية، يعد مسجد ماركاني مثالاً على إحياء العمارة الدينية التتارية حيث تم تدمير معظم المساجد بسبب التنصير عام 1742.

## الشكل
تم توحيد مباني الكنائس لعام 1817 ليشمل المساجد في عام 1831، وتم تطوير المشروع وتعميمه على المكاتب المعمارية في قازان ونيجني نوفغورود وبيرم وسيمبيرسك، وتم بناء مساجد التتار مثل ماركاني وأبناني على الطراز "الباروكي"، ساهم مسجد إسكي تاش ومسجد نصير الملك في الشكل الكلاسيكي للعمارة التتارية.
ومن بين المهندسين المعماريين الذين ساهموا في بناء المساجد في القرن التاسع عشر، كان أبرزهم بياتنيتسكي، وكورينفسكي، وشميدت، وبيسك، ورومانوف، ويرمولايف، وبافلوف، وبارينسوف، وبيتوندي، وتخوميروف، فضلاً عن المهندسين المعماريين غير المحترفين، منصوروف وفوشديريبرينجن وجاكوبسون.

## معرض الصور

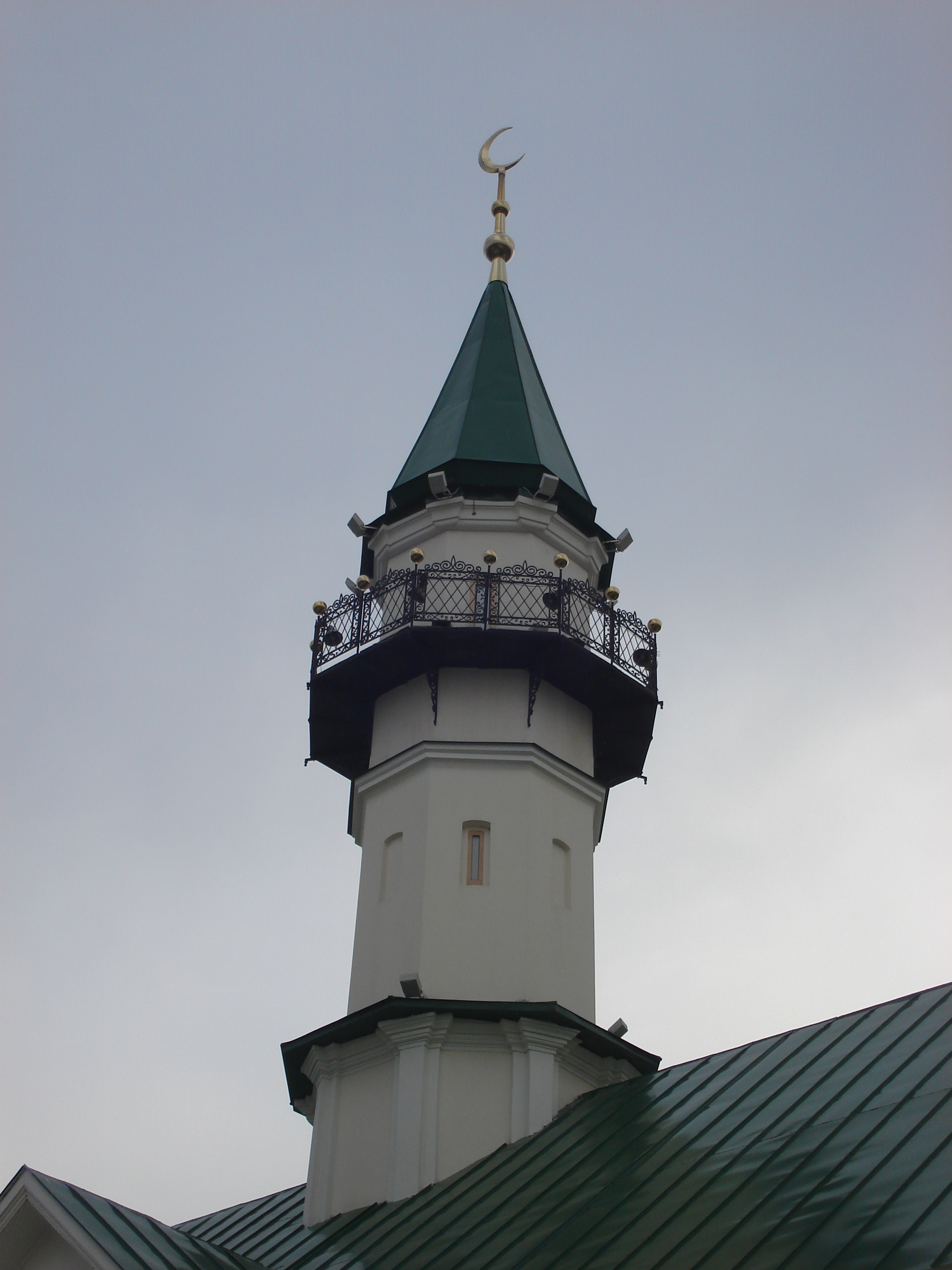
مسجد ماركاني
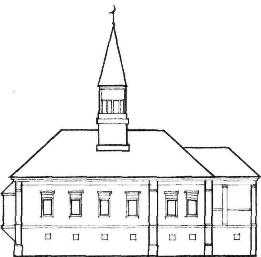
رسم لمسجد سيمبيرسك.
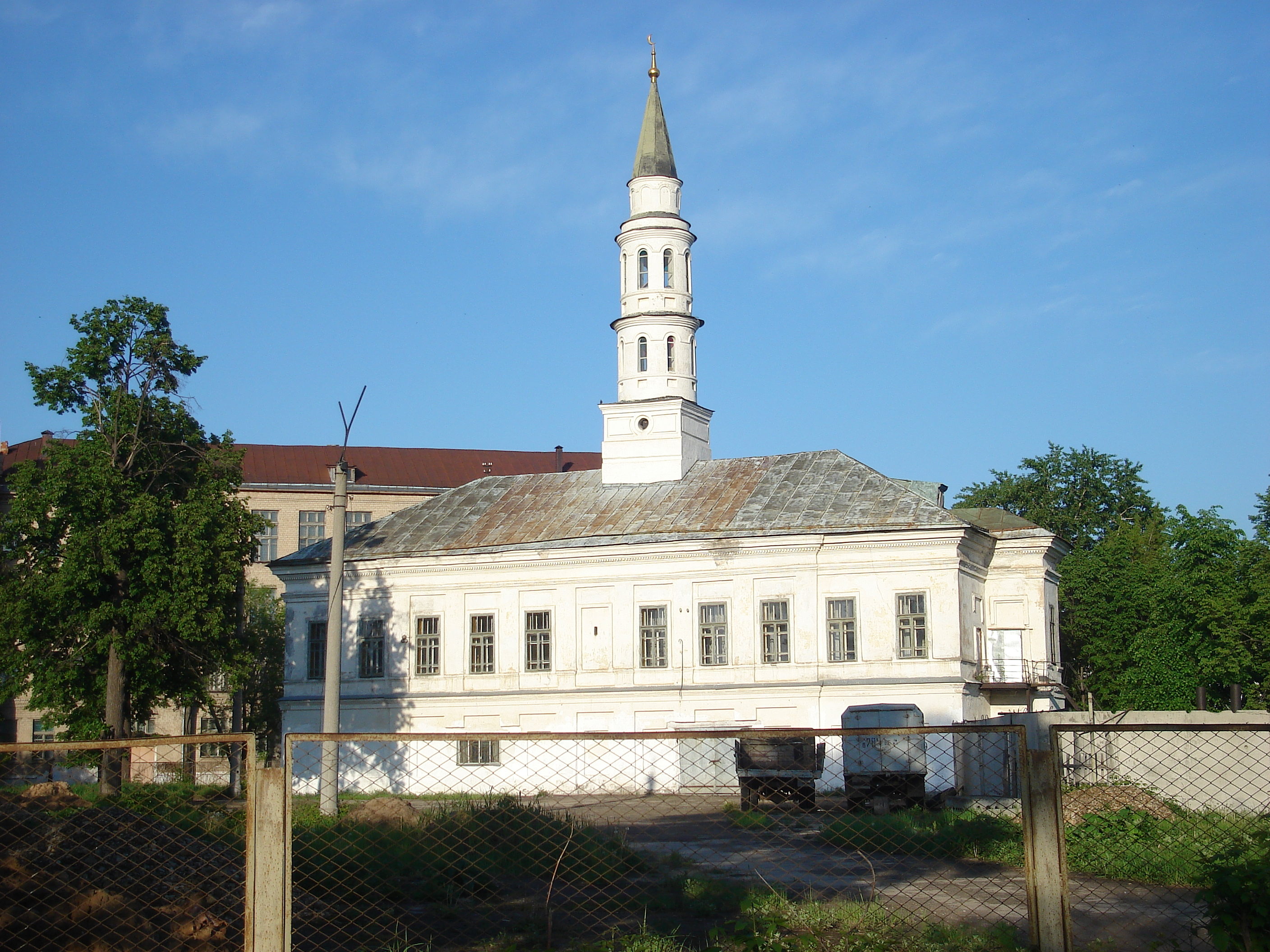
مسجد إسكي تاش